# III. Childerich frank király
III. Childerich (717 – 754) az utolsó Meroving-házi frank király 743-tól 751-ig.
II. Chilperich fiaként született, és Kis Pipin és Karlmann majordomusok ültették a trónra, de helyette valójában ők uralkodtak. A dolog egészen jelentéktelen esemény volt; a király egy 744-ik évben kelt iratában maga beismeri, hogy őt Karlmann palotagróf ültette a trónra. Egyébként úgy az austrasiai, mint a neustriai rendek egyaránt elismerték Childerichet királyuknak. A korabeli beszámolók szerint hosszú hajú, nyíratlan szakállú ember volt, akinek abból állt uralkodói tevékenysége, hogy meghallgatta a külföldi küldöttségeket és felelt nekik, úgy, ahogy a majordomusok parancsolták neki. Jövedelmét is a majordomusok szabták meg, ezért nem volt egyebe a királyi címen kívül, mint egy kis földje, villája, meg néhány szolgája, ezenkívül pedig mindenhova ökrös szekéren ment. Végül 751-ben Kis Pipin, amikor elérkezettnek látta az időt az árnyékkirály félreállítására, Soissons-ban magát királlyá koronáztatta, Childerichet megfosztotta a tróntól, lenyíratta haját és kolostorba záratta (752 májusa), aki ott is halt meg. Vele halt ki a Meroving-ház.